# De Werf (kunstencentrum)

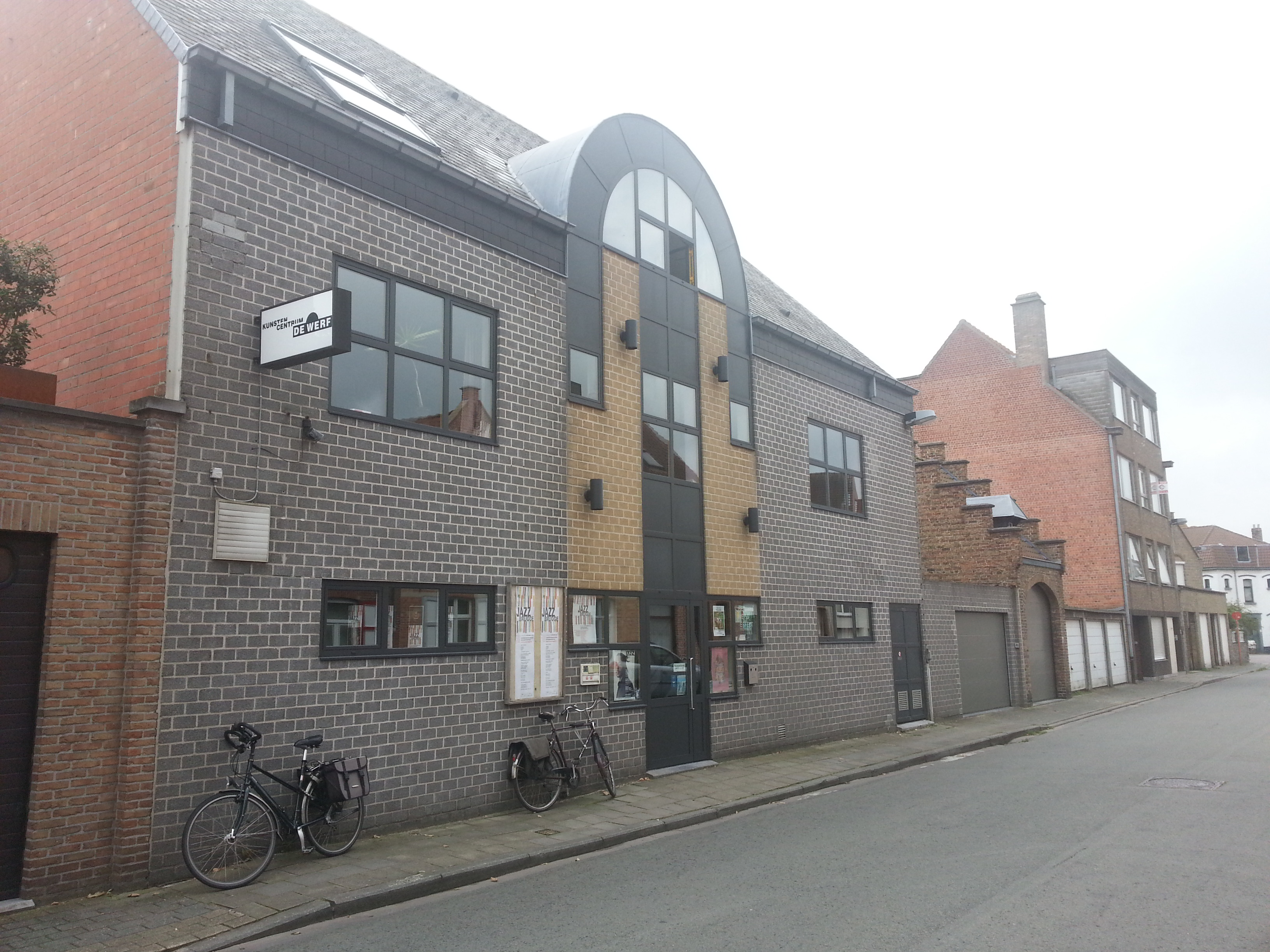

De Werf is een theater- en concertzaal in de Belgische stad Brugge. De Werf ligt in het Stübbenkwartier, in de wijk Kristus-Koning. In 2017 fusioneerde het toenmalig kunstencentrum De Werf met Vrijstaat O. (Oostende) tot kunstencentrum KAAP.

## Geschiedenis
Het kunstencentrum ontstond in 1986 met de overname van Theater 19, een bouwvallig theater gelegen in de Werfstraat. Aan deze straat werd ook meteen de naam De Werf ontleend.
Naast theater voor volwassenen werden ook veel kindervoorstellingen geprogrammeerd ("Kids in De Werf" en het jaarlijkse "Jonge Snaken").
In 1987 werd een eerste internationaal jazzconcert georganiseerd, met het beroemde George Adams-Don Pullen Quartet. In 1993 volgde bovendien een eerste cd-uitgave: Sketches of Belgium met de band van de Belgische jazzpianist Kris Defoort. Het voor deze gelegenheid geïmproviseerde platenlabel W.E.R.F. (Wasted Energy Record Factory) zou tegen de bedoeling en verwachting in later uitgroeien tot het grootste jazzlabel van België toen in de jaren erna besloten werd meer cd's uit te brengen.
Het bouwvallige theater maakte begin jaren negentig plaats voor nieuwbouw, waarbij de kleinschaligheid en intimiteit in stand werden gehouden. Tegenwoordig organiseert het kunstencentrum het tweejaarlijkse jazzfestival Jazz Brugge, alsook optredens in eigen zaal van nationale en internationale jazzartiesten. De repetitie- en creatieruimte 'De Groenplaats', gelegen in de Brugse binnenstad, staat garant voor een tiental eigen theaterproducties en coproducties per jaar.